# Jonathan Krisel
Jonathan Krisel est un scénariste, réalisateur et producteur américain né le 4 janvier 1979.

## Filmographie

### Scénariste
- 2007-2010 : Tim and Eric Awesome Show, Great Job! (46 épisodes)
- 2010 : Funny or Die Presents… (1 épisode)
- 2010-2011 : Saturday Night Live (23 épisodes)
- 2011-2018 : Portlandia (77 épisodes)
- 2012 : Tim and Eric's Billion Dollar Movie
- 2013-2014 : Kroll Show (19 épisodes)
- 2016-2018 : Baskets (30 épisodes)
- 2019 : Moonbase 8

### Producteur
- 2006 : Tom Goes to the Mayor (17 épisodes)
- 2007-2010 : Tim and Eric Awesome Show, Great Job! (42 épisodes)
- 2009 : Gettin' It Dunn with Richard Dunn
- 2010 : Funny or Die Presents… (4 épisodes)
- 2012-2017 : Portlandia (30 épisodes)
- 2013-2014 : Kroll Show (19 épisodes)
- 2015-2017 : Man Seeking Woman (30 épisodes)
- 2016-2017 : Baskets (20 épisodes)
- 2017 : Ghosted (1 épisode)
- 2019 : Moonbase 8

### Réalisateur
- 2007-2010 : Tim and Eric Awesome Show, Great Job! (52 épisodes)
- 2009 : Rick Dicks
- 2010 : Ed Hardy Boyz: The Case of the Missing Sick Belt Buckle
- 2010 : The Red Roof Inn Chronicles
- 2010 : Funny or Die Presents… (4 épisodes)
- 2010 : Check It Out! with Dr. Steve Brule (6 épisodes)
- 2010 : Saturday Night Live (9 épisodes)
- 2011 : Ed Hardy Boyz 2: The Case of When That Hot Filipina Girl Lost Her Tramp Stamp at Mini-Golf
- 2011-2017 : Portlandia (52 épisodes)
- 2013 : AT&T Work for Will Campaign
- 2013-2014 : Kroll Show (20 épisodes)
- 2015 : Man Seeking Woman (5 épisodes)
- 2016-2018 : Baskets (30 épisodes)
- 2017 : Ghosted (1 épisode)
- 2019 : Moonbase 8